# 朱雲鳳
朱雲鳳（1482年—？），字瑞卿，浙江湖州府烏程縣人，民籍，明朝政治人物。

## 生平
正德十一年（1516年）丙子科浙江鄉試第三十八名舉人。正德十六年（1521年）中式辛巳科會試第二十名，登第三甲第四十四名進士。

## 家族
曾祖朱珍；祖父朱孟寧；父朱仁，曾任壽官。母楊氏；繼母張氏。